# Ioan Carlaonț
Ioan Carlaonț (n. 19 octombrie 1885, Miculești, județul Mehedinți – d. 6 februarie 1952, Aiud) a fost un general român, care a luptat în cel de-al Doilea Război Mondial. A fost fratele mai mare al generalului Dumitru Carlaonț (1888-1970).
A urmat Școala Militară de Artilerie și Geniu din București (1904-1906) și Școala Superioară de Război (1919-1920).
În 1935 a fost avansat la gradul de General de Brigadă.
A fost înaintat la gradul de general de divizie cu începere de la data de 6 iunie 1940.
Funcții militare: 
- 1906 - 1910 - Comandant de secție în Regimentul 5 Artilerie.
- 1910 - 1914 - Comandant de secție și baterie în Regimentul 1 Artilerie.
- 1914 - 1916 - Comandant de divizion în Regimentul 21 Artilerie.
- 1921 - Comandant al Atelierelor de Reparații ale Corpului 1 Armată Craiova.
- 1926 - 1928 - Comandant al Regimentului 38 Obuziere.
- 1928 - 1933 - Comandant al Școlii Speciale de Artilerie din Timișoara.
- 1933 - 1937 - Comandant al Brigăzii 2 Artilerie.
- 1937 - Comandant al Centrului de instrucție Artilerie.
- 1937 - 1939 - Comandantul Artileriei Corpului 5 Armată.
- 1939 - 1940 - Comandant al Diviziei 11 Infanterie.

Pe 6 august 1940 este trecut în rezervă și repartizat ca ofițer de rezervă în Marele Stat Major.
După 1945, a organizat în Oltenia detașamente de rezistență anticomunistă. A fost arestat în octombrie 1948 fiind învinuit că a acceptat să devină șeful unei organizații subversive teroriste ca unul ce avea suprafață politică, cunoștințe și relații, activitate contra intereselor Republicii Populare Române. În ziua de 21 iunie 1949 Tribunalul Militar Craiova, prin Sentința nr 28, l-a condamnat pe generalul Carlaonț Ion, la 15 ani temniță grea, 10 ani de degradare civică și 10.000 lei cheltuieli de judecată.
În iunie 1949 a fost trimis la penitenciarul Aiud, unde a murit la 6 februarie 1952, orb, anchilozat, bolnav de tuberculoză, într-o celulă fără geamuri în care dormea pe ciment..